# 王達 (成化進士)
王達（1440年—1530年），字德孚，直隸寧國府涇縣（今安徽省涇縣）人，明朝政治人物。成化丙戌進士，官至武昌府知府，政績卓著，有「天下第一知府」之譽。

## 生平
應天府鄉試第八十六名。成化二年（1466年）丙戌科會試第三百五名，殿試登進士第三甲第一百七十三名。任南京戶部主事，歷本部員外郎、郎中。擢湖廣武昌府知府，致仕歸。年九十一。

## 家族
曾祖父王景銘。祖父王永芳。父王子榮。

## 交遊
王達平生言行，以古人自期，得士林稱重。與羅一峰、莊定山、陳白沙等尤相友善。

## 著作
其《上封事示內》詩有「莫問龍顏今喜怒，已拚白骨葬江陵」之句。